# 덴마크 왕립도서관

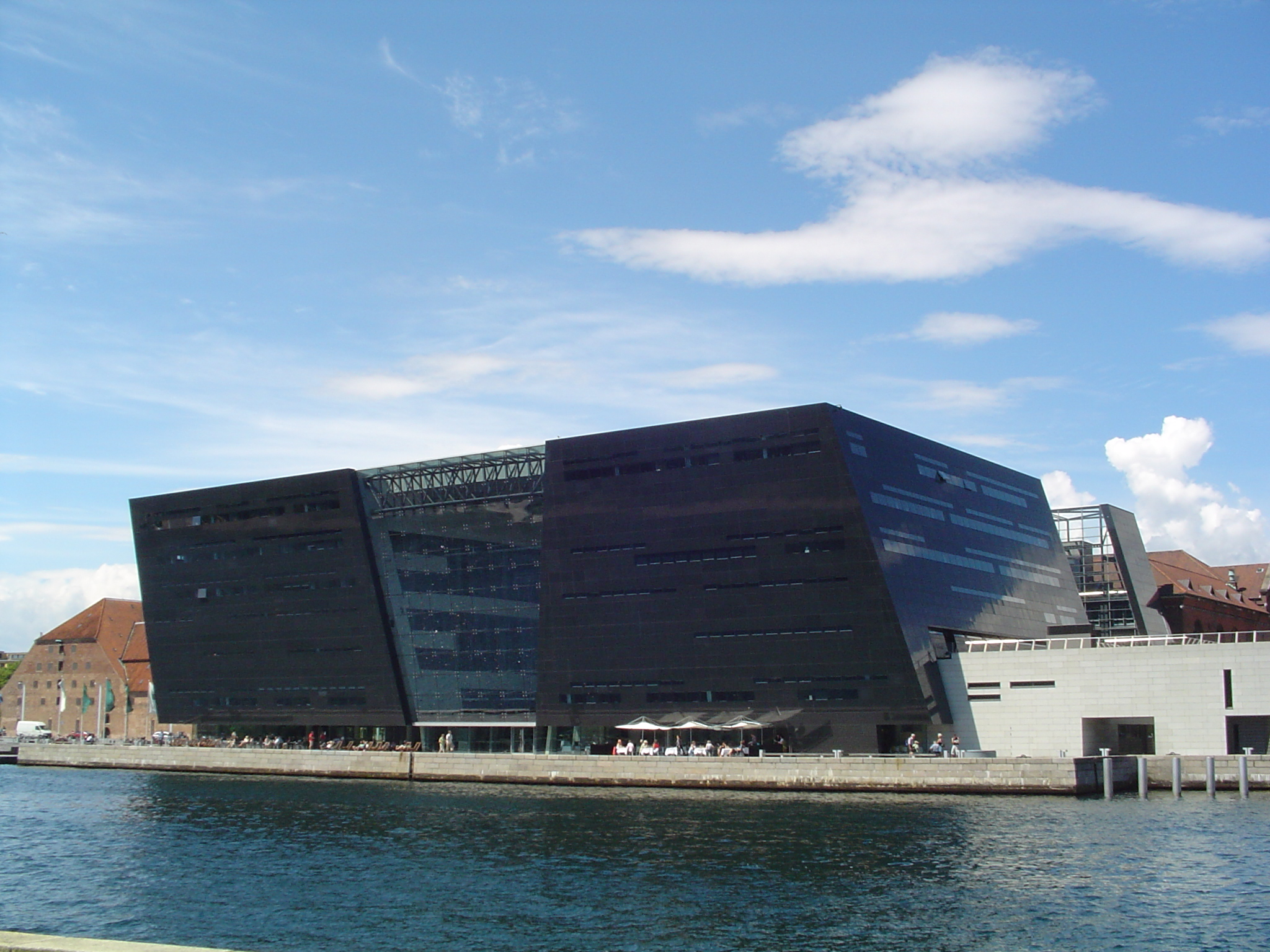
덴마크 왕립도서관

덴마크 왕립도서관(덴마크어: Det Kongelige Bibliotek)은 덴마크 코펜하겐에 위치한 도서관이다. 1906년 한스 외르겐 홀름에 의해 건축된 이후 1999년 새로운 건물로 옮겼으며, 1968년부터 1978년 사이 3,200여점의 서적이 도난당하는 일이 발생했다.